# Bloccante
Il bloccante è un attrezzo che permette di bloccare un carico o una forza su una corda od un cavo metallico. Il suo uso principale è in arrampicata, alpinismo, speleologia ed in attività lavorative che prevedano progressioni su corda (es. operazioni su alberi, messa in sicurezza di pareti rocciose, etc.).

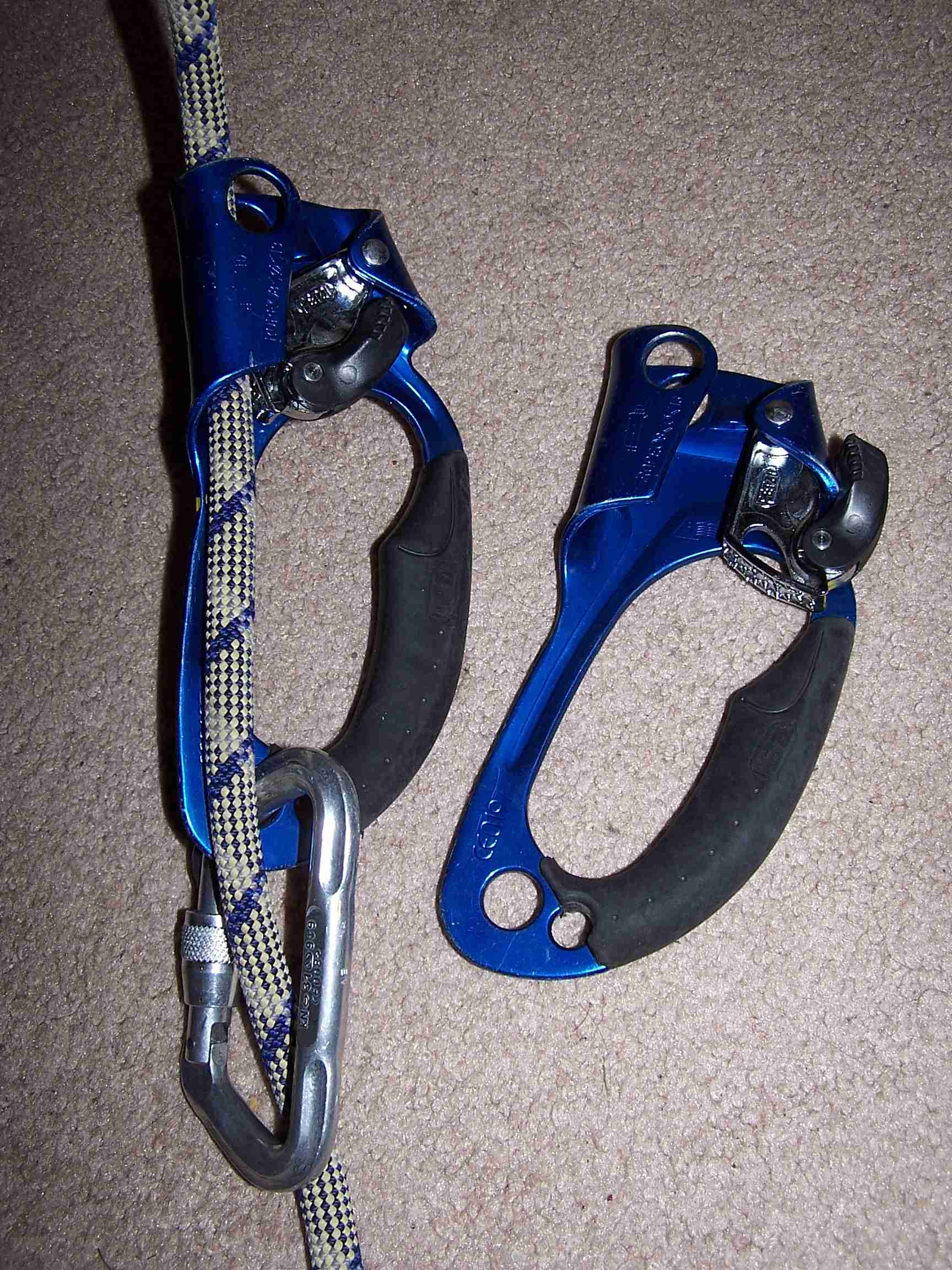
Due bloccanti tipo "maniglia" come utilizzati in alpinismo: a sinistra, pronto all'uso; a destra, aperto per l'inserimento della corda

## Storia
In passato, arrampicatori, alpinisti e speleologi utilizzavano, per assicurarsi alle corde, dei nodi autobloccanti: si trattava di cordini avvolti opportunamente intorno alla corda in modo che potessero scorrere liberamente quando scarichi, ma "strozzassero" la corda, bloccandocisi sopra, quando sottoposti ad un carico, come ad esempio il nodo prusik ed il nodo machard.
Tali nodi autobloccanti sono tuttora utilizzati per sicura o come bloccanti di emergenza.
Nel 1958 la Ditta svizzera Jumar mise sul mercato il primo dispositivo autobloccante. Questo bloccante ebbe un tale successo che il termine jumar è spesso utilizzato come sinonimo di bloccante.
Successivamente, altre ditte misero sul mercato bloccanti basati sullo stesso principio, e con gusci di forma e dimensione diversa a seconda delle necessità di utilizzo; tra le ditte che producono oggi questo tipo di bloccanti, oltre alla stessa Jumar, ricordiamo Petzl e Kong.

## Funzionamento
Il bloccante è costituito da una struttura metallica con un eccentrico imperniato ad un'estremità. Si sposta l'eccentrico dalla sua sede, si posiziona la corda tra l'eccentrico ed il guscio della struttura, e si rimette l'eccentrico al suo posto. L'eccentrico è conformato in modo da lasciar scorrere la corda quando il bloccante si muove in un senso, ed a bloccarla quando si muove nell'altro. Per evitare lo scivolamento della corda sull'eccentrico, quest'ultimo è dotato di piccole sporgenze che aumentano l'attrito con la corda..
I bloccanti specifici per utilizzo speleologico hanno spesso delle scanalature sull'eccentrico per permettere di eliminare il fango che si accumula sulle corde.
Salvo rare eccezioni, i bloccanti sono studiati per lavorare su corda singola.

## Utilizzi

### Alpinismo ed arrampicata
I bloccanti in arrampicata e alpinismo vengono utilizzati per aiutare la progressione su corde fisse, oppure per permettere la risalita su corda o al secondo di cordata, o all'arrampicatore che sia sceso dall'alto per ispezionare una parete. Si utilizzano di solito dei bloccanti tipo "maniglia", singoli per assistenza su risalita su pendio, a coppie per risalita su sola corda.
Vi sono bloccanti studiati per poter essere utilizzati in sostituzione dei nodi autobloccanti quando si effettua una discesa in corda doppia; ne è un esempio il modello Shunt della Petzl, utilizzabile su corda doppia.

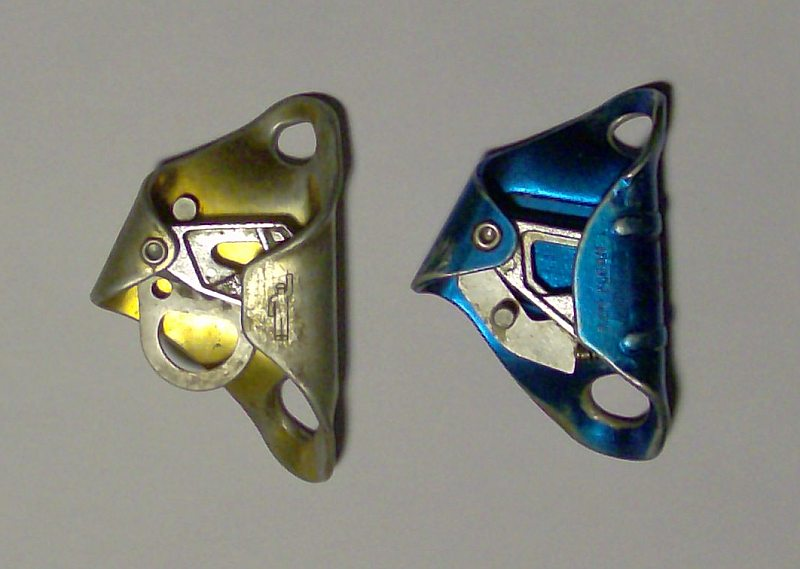
Due modelli di bloccante ventrale per speleologia

### Speleologia
Vengono utilizzati per risalita di pozzi con la tecnica su sola corda. Si utilizza un bloccante tipo "maniglia", legato all'imbragatura da una longe (di sicura) e dotato di una staffa o pedale, contemporaneamente ad un bloccante cosiddetto "ventrale" (chiamato anche croll), ovvero un bloccante modificato ed accorciato che viene fissato direttamente al maillon rapide dell'imbragatura e viene tenuto teso da estensioni della stessa (pettorale), al fine di facilitarne lo scorrimento sulla corda. Si progredisce in questo modo:
- appesi al bloccante ventrale, si sposta più in alto possibile la maniglia
- agendo con i piedi sulla staffa della maniglia, ci si porta in alto, sollevando il bloccante ventrale
- ripetere

La tecnica più moderna prevede, in aggiunta al pedale, un terzo bloccante (ad esempio il Pantin della Petzl) fissato allo scarpone tramite fettucce, rendendo la progressione più rapida.

### Altri usi
I bloccanti possono essere utilizzati per lavori che richiedono la progressione su corda; in questo caso, si adottano tecniche analoghe a quelle arrampicatorie, alpinistiche o speleologiche.
I bloccanti possono inoltre essere utilizzati per il trasporto di carichi su strutture tipo teleferica. Le case produttrici hanno a catalogo dispositivi studiati per questo utilizzo.